# Georg Grünberg
Georg Dietrich Grünberg (* 10. Oktober 1906 in Freiburg/Elbe; † 13. Januar 1976 in Wischhafen) war ein deutscher SS-Obersturmführer und als Lagerführer der KZ Dachau-Außenstellen Friedrichshafen, Saulgau und Aufkirch eingesetzt.

## Leben
Nach dem Besuch der Mittelschule in Freiburg (1913–1922) absolvierte Grünberg, Sohn eines Bezirksschornsteinfegers, eine Volontärzeit in einem Industriebetrieb (1922–1924). Anschließend studierte er in Altenburg und Zwickau Elektrotechnik, bekam 1927 sein Diplom und war von da an arbeitslos. 1929 absolvierte er an der Seefahrtsschule einen Kurs zum Funker und fuhr anschließend auf einem Handelsschiff ein Jahr als Bordfunker zur See. Nach erneuter Arbeitslosigkeit machte Grünberg sich 1932 selbständig und eröffnete in Wischhafen eine Gastwirtschaft.

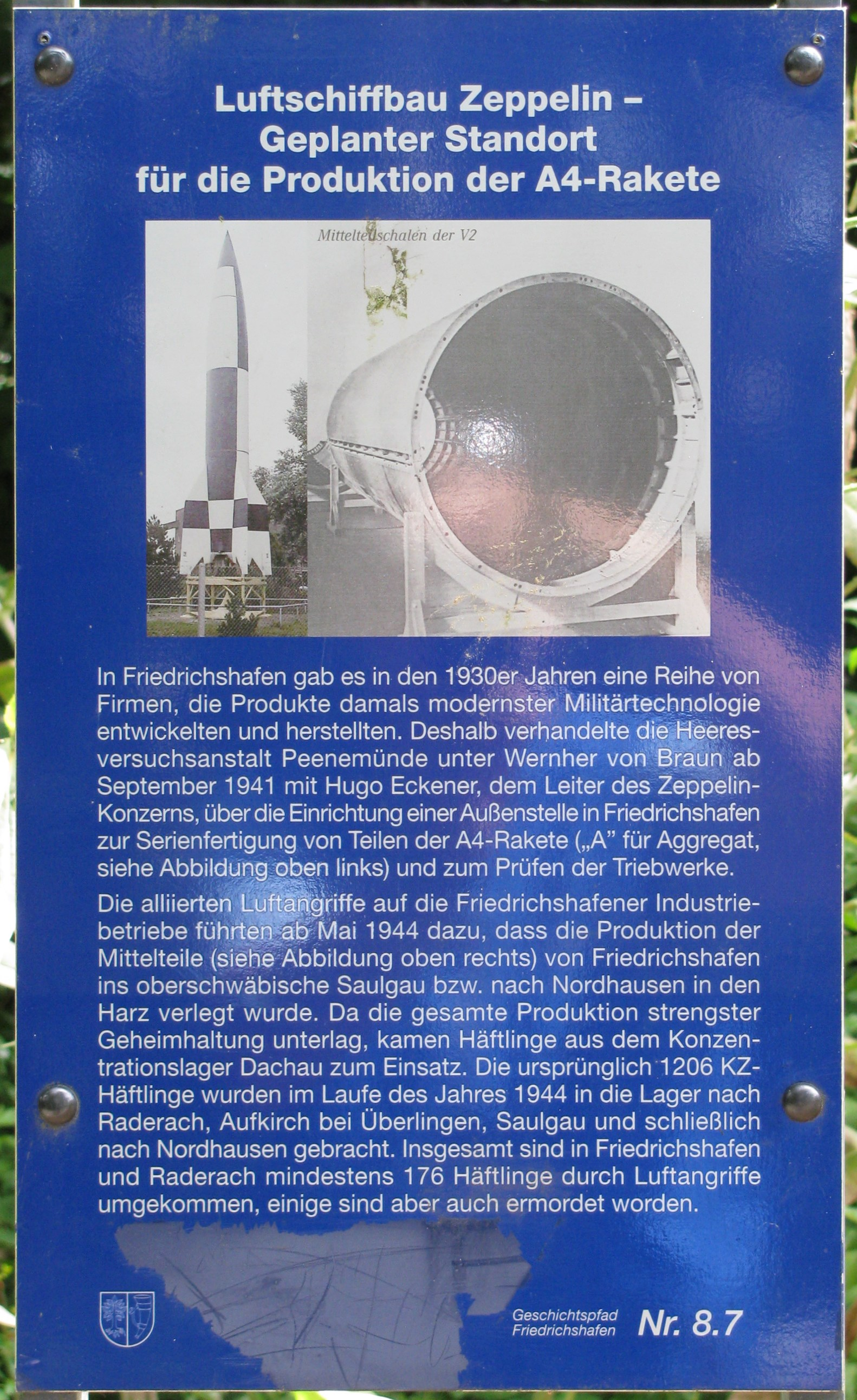
Station 8.7 des Geschichtspfads Friedrichshafen am Abnahmeplatz in Raderach

Zum 1. November 1931 trat Grünberg der NSDAP bei (Mitgliedsnummer 690.386), er schloss sich auch der SA an und wechselte dann zur SS (SS-Nummer 23.860). Zunächst engagierte er sich für die NSDAP in der Kommunalpolitik seines Heimatortes.
Zu Beginn des Zweiten Weltkrieges nahm er als Angehöriger der SS-Division Totenkopf am Überfall auf Polen und dem Westfeldzug teil. Nach einer „Ausbildung“ ab April 1941 unter anderem in Oranienburg war er ab August 1942 im KZ Auschwitz Führer der Ausbildungskompanie. Von September 1943 an war er in den Dachauer Außenlagern Friedrichshafen, Saulgau und Überlingen tätig.
1202 Häftlinge produzierten in Friedrichshafen unter Grünberg Einzelteile des Aggregats 4, einer Rakete, die unter der Propagandabezeichnung „Vergeltungswaffe 2 (V2)“ bekannt wurde. Im Dezember 1944 wurde Georg Grünberg durch den Untersturmführer Ludwig Geiß als Lagerleiter abgelöst.
Erst nachdem das Lager in Raderach aufgelöst war und in Saulgau sein Nachfolger das Kommando übernommen hatte, war Grünberg ausschließlich für das Lager in Überlingen zuständig. Dieses leitete er bis zu dessen Auflösung als strenger, arroganter und blutdürstiger Vorgesetzter, der als „Massenmörder“ bezeichnet wurde.

„Er ging im wahrsten Sinne des Wortes über Leichen.“

          Charakterisierung

„1. Persönlichkeitswertung: (Charakterstärken und Schwächen, Neigungen, Süchte)
     Strebernatur, gepflegt, sprunghaft, energisch.
2. Geistige und körperliche Veranlagung, dienstliche Kenntnisse und Leistungen:
    geistig rege, beweglich. – Mittelgroß und schlank. – Gute infanteristische Kenntnisse, ebenfalls gute Kenntnisse u. Leistungen als Lagerführer
3. Auftreten und Benehmen gegen Vorgesetzte, Kameraden, Untergebene – außerdienstliches Verhalten:
    Soldatisch, Benehmen in und außer Dienst einwandfrei, im Kameradenkreis beliebt.
4. Weltanschauliche Ausrichtung – überzeugende u. freie Vortragsart:
    Weltanschaulich gefestigt. Überzeugende freie Vortragsart
5. Bewährung vor dem Feinde, Spezialist auf besonderem Gebiet: Wird die jetzige Dienststellung ausgefüllt?:
    Fronteinsatz. – Kein Spezialist. – Die jetzige Dienststellung wird ausgefüllt.
6. Eignung für nächsthöhere oder anderwertige Verwendung: Angabe ungelöschter Strafen
    Lager- oder Komp.-Führer. Ohne Strafen.
7. Sind in der Beurteilung angeführte Mängel dem Beurteilten eröffnet worden:
    Nein.“

Kurz vor dem Kriegsende begleitete er noch den Rücktransport der Häftlinge von Überlingen in das KZ-Außenlager München-Allach und flüchtete dann in die angebliche „Alpenfestung“. In Zivil schlug sich Grünberg anschließend nach Norddeutschland durch. Danach führte er seine Gastwirtschaft weiter. 
Bei der Entnazifizierung 1950 wurde Grünberg als Mitläufer eingruppiert. In den 1950er und 1960er Jahren laufende Ermittlungen gegen Grünberg wurden am 13. Dezember 1965 durch die Staatsanwaltschaft am Landgericht München II „mangels begründeten Tatverdachts eingestellt“.
Georg Grünberg, seit 1939 verheiratet und Vater von vier Söhnen, starb – ohne jemals für seine Verbrechen verurteilt worden zu sein – am 13. Januar 1976 in Wischhafen an der Elbe.